# 1937
1937 (MCMXXXVII) je bilo navadno leto, ki se je po gregorijanskem koledarju začelo na petek.

## Dogodki
- 16. februar - Wallace Carothers prejme patent za najlon.
- 17. april - na tajnem ustanovnem kongresu na Čebinah je ustanovljena Komunistična partija Slovenije.
- 26. april - španska državljanska vojna: letala nemške Luftwaffe izvedejo bombardiranje Guernice.
- 7. maj - nemška Legija Kondor prispe v Španijo na pomoč Francovim silam v španski državljanski vojni.
- 7. julij - s spopadom na mostu Marca Pola med Kitajsko in Japonsko se prične druga kitajsko-japonska vojna.
- 21. september - pri londonski založbi George Allen & Unwin, Ltd. izide prva izdaja Tolkienovega Hobita.
- 5. november - Adolf Hitler na skrivnem sestanku oznani svoje načrte za povečevanje »življenjskega prostora« (lebensraum) za Nemce.
- 6. november - Italija podpiše antikominternski pakt
- 11. december - Italija izstopi iz Društva narodov.

## Rojstva
- 17. januar - Alain Badiou, francoski filozof
- 19. januar - Princesa Brigita Švedska
- 22. april - Jack Nicholson, ameriški filmski igralec
- 28. april - Sadam Husein, iraški diktator († 2006)
- 15. maj - Madeleine Korbel Albright, ameriška političarka češkega rodu
- 30. maj - George Zweig, ameriški fizik
- 1. junij - Colleen McCullough, avstralska pisateljica († 2015)
- 8. junij - Anton Čeh, slovensko-hrvaški dirigent in skladatelj († 2011)
- 4. julij - 
  - Thomas Nagel, ameriški filozof
  - Sonja, norveška kraljica
- 8. avgust - Dustin Hoffman, ameriški filmski igralec
- 9. avgust - Stane Koritnik, slovenski operni pevec, baritonist († 2014)
- 27. avgust - Aci Bertoncelj, slovenski pianist in pedagog († 2002)
- 7. november - Stanislava Brezovar, slovenska balerina  († 2003)
- 11. december - Matija Gogala, slovenski entomolog
- 31. december - Anthony Hopkins, valižanski igralec

Neznan datum - Nikolaj Fomin, ukrajinski inženir

## Smrti
- 6. marec - Rudolf Otto, nemški protestantski teolog, filozof in religiolog (* 1869)
- 15. marec - Scipione Riva-Rocci, italijanski zdravnik (* 1863)
- 27. april - Antonio Gramsci, italijanski filozof, politik in politični teoretik (* 1891)
- 23. maj - Ivan Prijatelj, slovenski literarni zgodovinar in prevajalec (* 1875)
- 19. avgust - Kita Iki, japonski filozof in ultranacionalist  (* 1883)
- 29. avgust - Otto Ludwig Hölder, nemški matematik (* 1859)
- 2. september - Pierre de Coubertin, francoski pedagog, zgodovinar, začetnik sodobnih Olimpijskih iger (* 1863)
- 19. oktober - Ernest Rutherford, novozelandski fizik, nobelovec (* 1871)
- 23. oktober - Martin Cilenšek, slovenski botanik (* 1848)
- 8. december - Pavel Aleksandrovič Florenski, ruski teolog, filozof, matematik in elektroinženir (* 1882)
- 9. december - Nils Gustaf Dalén, švedski fizik, nobelovec (* 1869)
- 11. december - Hajk Bžiškjan, častnik ruske carske vojske (* 1887)

## Nobelove nagrade
- Fizika - Clinton Joseph Davisson, George Paget Thomson
- Kemija - Walter Haworth, Paul Karrer
- Fiziologija ali medicina - Albert von Szent-Györgyi Nagyrapolt
- Književnost - Roger Martin du Gard
- Mir - Robert Cecil